# Lenguas nigerocongolesas
Las lenguas Níger-Congo (también llamadas nigerocongolesas, nigero-congoleñas), toman su nombre de los ríos Níger y Congo,  son probablemente la familia (o macrofamilia) con mayor número de lenguas del planeta, casi 1400 lenguas y con unos 400 millones de hablantes en África. Las lenguas Níger-Congo se caracterizan por usar un amplio sistema de clases nominales (excepto en la mandé), el uso preponderante de prefijos por encima del de sufijos.

## Clasificación

### Historia
El pionero en el estudio de las lenguas africanas fue el misionero alemán Sigismund Koelle, quien en 1854 estudió las lenguas atlánticas, mandé y gur. Los lingüistas alemanes Bleek, Meinhof, Lepsius y Westermann (siglo XIX y XX) trataron sobre las lenguas bantúes y se revelaron interrelaciones con otras lenguas africanas.
Joseph Greenberg fue el primero en identificar los límites de esta familia: siguiendo a Westermann, determinó que las lenguas sudánicas no constituían un grupo válido, pues las centrales y orientales formaban parte de las lenguas nilo-saharianas y las occidentales las denominó mandé (de mandinga). Al relacionar las lenguas mandé con las bantúes, definió la familia nigero-congoleña, que luego en su libro The Languages of Africa relaciona con las lenguas cordofanas en una familia mayor que denominó nigero-cordofana. En un inicio la mayoría de lingüistas rechazaba estas teorías, pero luego fueron la visión prevaleciente; sin embargo, las lenguas cordofanas no parecen formar por sí mismas un grupo filogenéticamente válido.
Si bien actualmente la opinión mayoritaria entre los africanistas es que las lenguas Níger-Congo forman una unidad filogenética válida, aunque todavía no existe ninguna reconstrucción exhaustiva de la protolengua, y existen muchas dudas sobre la clasificación interna. Algunos lingüistas reconocidos como R. M. W. Dixon no consideran que pueda afirmarse que sea una familia correctamente establecida, dada la evidencia disponible y que se necesita una mayor clarificación del agrupamiento interno.

### Principales grupos
Las ramas y lenguas principales de la familia de lenguas Níger-Congo son las siguientes (lenguas van en cursiva):
- Lenguas cordofanas: en Sudán.
- Lenguas atlánticas: incluye el volofo o wolof, hablado en Senegal, y el fulani o fulfulde, a lo largo del Sahel y el temné de Sierra Leona.
- Lenguas mandé: habladas en el África Occidental; incluye el bambara en Malí y el diula en Burkina Faso.
- Lenguas dogón: De los pueblos dogón en Mali.
- Lenguas ịjọides: 10 millones de hablantes al sur de Nigeria.
- Lenguas Volta-Congo
  - Lenguas kru: habladas en África Occidental, incluye el beté, el ñabwa y el dida.
  - Lenguas Adamawa-Ubangi: incluye el sango, hablado en la República Centroafricana
  - Lenguas gur: habladas entre otros lugares en Costa de Marfil, Togo, Burkina Faso y Malí.
  - Lenguas senufo:habladas en Costa de Marfil, Malí, Ghana y Burkina Faso.
  - Lenguas kwa: incluye el acano o akan, hablado en Ghana y las lenguas gbe, habladas en Ghana, Togo, Benín y Nigeria, de las cuales el ewe o efé es la más conocida.
  - Lenguas Volta-Níger, como el yoruba y el ibo o igbo lenguas habladas en Nigeria.
  - Lenguas Benue-Congo, lenguas como el ibibo y especialmente:
    - Lenguas bantúes: un grupo muy grande que incluye el suajili (también llamado swahili o kiswahili) o el xhosa.

El laal, el mpre (extinto), el jalaa y el mbre (o pre) se consideran a menudo Níger-Congo, pero no han sido clasificadas con seguridad.
|                                                |  |
| Distribución de las lenguas nigero-congoleñas. |  |

### Clasificación interna
Hasta la fecha no existe una reconstrucción adecuada del proto-Níger-Congo (aunque sí existen reconstrucciones adecuadas de las protolenguas que dieron origen a varios de los subgrupos). Por esa razón, existen ciertas dudas sobre las relaciones de cercanía e innovaciones compartidas por las diferentes ramas de la familia, y en consecuencia cualquier clasificación de las relaciones internas debe considerarse provisional.
El siguiente árbol muestra las posibles relaciones entre los grupos nigero-congoleños según Bendor-Samuel (1989):

|  | Kru     |
|  |         |
|  | Gur     |
|  |         |
|  | Senufo  |
|  |         |
|  | Adamawa |
|  |         |

|  | Kwa         |
|  |             |
|  | Volta-Níger |
|  |             |
|  | Benue-Congo |
|  |             |

|  | Kru     |
|  |         |
|  | Gur     |
|  |         |
|  | Senufo  |
|  |         |
|  | Adamawa |
|  |         |

|  | Kwa         |
|  |             |
|  | Volta-Níger |
|  |             |
|  | Benue-Congo |
|  |             |

|  | Kru     |
|  |         |
|  | Gur     |
|  |         |
|  | Senufo  |
|  |         |
|  | Adamawa |
|  |         |

|  | Kwa         |
|  |             |
|  | Volta-Níger |
|  |             |
|  | Benue-Congo |
|  |             |

|  | Kru     |
|  |         |
|  | Gur     |
|  |         |
|  | Senufo  |
|  |         |
|  | Adamawa |
|  |         |

|  | Kwa         |
|  |             |
|  | Volta-Níger |
|  |             |
|  | Benue-Congo |
|  |             |

|  | Kru     |
|  |         |
|  | Gur     |
|  |         |
|  | Senufo  |
|  |         |
|  | Adamawa |
|  |         |

|  | Kwa         |
|  |             |
|  | Volta-Níger |
|  |             |
|  | Benue-Congo |
|  |             |

|  | Kru     |
|  |         |
|  | Gur     |
|  |         |
|  | Senufo  |
|  |         |
|  | Adamawa |
|  |         |

|  | Kwa         |
|  |             |
|  | Volta-Níger |
|  |             |
|  | Benue-Congo |
|  |             |

|  | Kru     |
|  |         |
|  | Gur     |
|  |         |
|  | Senufo  |
|  |         |
|  | Adamawa |
|  |         |

|  | Kwa         |
|  |             |
|  | Volta-Níger |
|  |             |
|  | Benue-Congo |
|  |             |

|  | Kru     |
|  |         |
|  | Gur     |
|  |         |
|  | Senufo  |
|  |         |
|  | Adamawa |
|  |         |

|  | Kwa         |
|  |             |
|  | Volta-Níger |
|  |             |
|  | Benue-Congo |
|  |             |

|  | Kru     |
|  |         |
|  | Gur     |
|  |         |
|  | Senufo  |
|  |         |
|  | Adamawa |
|  |         |

|  | Kwa         |
|  |             |
|  | Volta-Níger |
|  |             |
|  | Benue-Congo |
|  |             |

|  | Kru     |
|  |         |
|  | Gur     |
|  |         |
|  | Senufo  |
|  |         |
|  | Adamawa |
|  |         |

|  | Kwa         |
|  |             |
|  | Volta-Níger |
|  |             |
|  | Benue-Congo |
|  |             |

|  | Kru     |
|  |         |
|  | Gur     |
|  |         |
|  | Senufo  |
|  |         |
|  | Adamawa |
|  |         |

|  | Kwa         |
|  |             |
|  | Volta-Níger |
|  |             |
|  | Benue-Congo |
|  |             |

|  | Kru     |
|  |         |
|  | Gur     |
|  |         |
|  | Senufo  |
|  |         |
|  | Adamawa |
|  |         |

|  | Kwa         |
|  |             |
|  | Volta-Níger |
|  |             |
|  | Benue-Congo |
|  |             |

|  | Kru     |
|  |         |
|  | Gur     |
|  |         |
|  | Senufo  |
|  |         |
|  | Adamawa |
|  |         |

|  | Kwa         |
|  |             |
|  | Volta-Níger |
|  |             |
|  | Benue-Congo |
|  |             |

|  | Kru     |
|  |         |
|  | Gur     |
|  |         |
|  | Senufo  |
|  |         |
|  | Adamawa |
|  |         |

|  | Kwa         |
|  |             |
|  | Volta-Níger |
|  |             |
|  | Benue-Congo |
|  |             |

|  | Kru     |
|  |         |
|  | Gur     |
|  |         |
|  | Senufo  |
|  |         |
|  | Adamawa |
|  |         |

|  | Kwa         |
|  |             |
|  | Volta-Níger |
|  |             |
|  | Benue-Congo |
|  |             |

|  | Kru     |
|  |         |
|  | Gur     |
|  |         |
|  | Senufo  |
|  |         |
|  | Adamawa |
|  |         |

|  | Kwa         |
|  |             |
|  | Volta-Níger |
|  |             |
|  | Benue-Congo |
|  |             |

Algunos autores consideran que el mandé, el dogón y el ijoide son más divergentes que el grupo atlántico y por eso postulan una agrupación intermedia llamada atlántico-congo.

### Relación con otras lenguas
Se han encontrado algunas parecidos estructurales con las lenguas nilo-saharianas, por lo que algunos autores han propuesto una macrofamilia Congo-sahariana (Gregersen, 1972). Otra propuesta más actual (Blench, 1995-2006) plantea una macrofamilia Níger-sahariana, en donde las lenguas nigero-congoleñas son simplemente una rama de las nilo-saharianas relacionadas con las lenguas sudánicas centrales. Sin embargo, la mayoría de los lingüistas aún mira estas teorías con reservas y considera prematuro aventurar dicho parentesco. De hecho algunas de las similitudes podrían ser el resultado del contacto lingüístico.

### Estadísticas de lenguas y hablantes
Si bien el número de lenguas de una familia tan amplia es difícil de establecer, porque muchas veces no existe acuerdo sobre cuando considerar dos variedades lingüísticas diferentes variantes de la misma lengua o lenguas diferentes, e incluso existe poca información para algunas variedades. El siguiente cuadro hace una estimación del número de lenguas dentro de cada subgrupo filogenético válido:
| Grupo                     | Grupo                                      | Número aproximado de lenguas | Número de hablantes | Países |
| ------------------------- | ------------------------------------------ | ---------------------------- | ------------------- | --- |
| Atlántico                 | Atlántico                                  | 64                           | 27 millones         | Guinea Guinea-Bisáu Senegal Liberia Mali Burkina Faso Sierra Leona Níger Nigeria Camerún Sudán |
| Mandé                     | Mandé                                      | 65                           | 20 millones         | Guinea Guinea-Bisáu Senegal Gambia Liberia Mali Burkina Faso Sierra Leona Costa de Marfil |
| Dogón                     | Dogón                                      | 14                           | 0,6 millones        | Mali Burkina Faso |
| Ijoide                    | Ijoide                                     | 11                           | 2 millones          | Nigeria |
| Volga-Congo septentrional | Kru                                        | 40                           | 2,7 millones        | Liberia Costa de Marfil Burkina Faso |
| Volga-Congo septentrional | Gur central                                | 70                           | ~15 millones        | Burkina Faso Mali Ghana Togo Benín |
| Volga-Congo septentrional | Senufo                                     | 16                           | ~2,7 millones       | Costa de Marfil Mali Ghana Burkina Faso |
| Volga-Congo septentrional | Sabánico (excuyendo Gur central y Ubangui) | 94                           |                     | Costa de Marfil Burkina Faso Ghana Benín Nigeria Camerún Sudán del Sur República Centroafricana |
| Benue-kwa                 | Kwa                                        | 50                           | 21 millones         | Costa de Marfil Ghana Togo Benín |
| Benue-kwa                 | Volta-Níger                                | 95                           | ~57 millones        | Ghana Togo Benín Nigeria |
| Benue-kwa                 | Nigeriano central                          |                              |                     | Nigeria |
| Benue-kwa                 | Cross                                      | 70                           | 6 millones          | Nigeria |
| Benue-kwa                 | Bantoide (no-bantú)                        | 20                           |                     | Nigeria |
| Benue-kwa                 | Bantú                                      | 670                          |                     | Angola Botsuana Burundi Camerún Comoras República del Congo República Democrática del Congo Gabón Guinea Ecuatorial Kenia Lesoto Malaui Mozambique Namibia Ruanda Seychelles Suazilandia Sudáfrica Tanzania Uganda Zambia Zimbabue |

## Características comunes
Tipológicamente existen varias características notables comunes muchas lenguas nigerocongolesas: existencia de clases nominales (género gramatical), orden básico de tipo SVO (muy extendido en el resto de lenguas de África). En las lenguas Níger-Congo es frecuente que los verbos usen sufijos derivativos (causativos, recíprocos, etc) que frecuentemente cambian la valencia del verbo.
El siguiente cuadro resume algunas de las características de los grupos tradicionales que se distinguen dentro de las lenguas Níger-Congo:
|                      | Lenguas Kordofanas | Lenguas Atlánticas | Lenguas Mandé | Lenguas Gur | Adamawa- Ubangi | Lenguas Kwa | Lenguas Bantúes |
| -------------------- | ------------------ | ------------------ | ------------- | ----------- | --------------- | ----------- | --------------- |
| Mutación inicial     |                    | +                  | –             | –           | –               | –           | –               |
| Lenguas tonales      | +                  | –                  | (+)           | +           | ?               | +           | +               |
| Clases nominales     | +                  | +                  | –             | +           | +               | ?           | +               |
| Prefijos nominales   | +                  | +                  | –             | –           | –               | +           | +               |
| Sufijos nominales    |                    | +                  | +             | +           | +               | –           | –               |
| Orden sintáctico     | SVO                | SVO                | SOV           | SVO (SOV)   | SVO             | SVO         | SVO             |
| Preposiciones        |                    | +                  | (+)           | (+)         | +               | +           | +               |
| Postposiciones       |                    | –                  | +             | +           | –               | –           | –               |
| Conj. con auxiliares |                    | +                  | +             | ?           |                 | +           | –               |
| Flexión verbal       |                    | –                  | –             | +           |                 | –           | +               |
El signo + indica una clara presencia de cierta característica, - su ausencia, (+) una ligera tendencia a presentar la característica.
La tabla anterior se ha construido sobre una evidencia limitada:
- Para el grupo atlántico se ha tomado como referencia básicamene el fula y el wólof.
- Para el grupo mandé se ha tomado como referencia el soninké y el mandinga-bambara.
- Para el grupo Benue-Congo se ha considerado básicamente las características de las lenguas bantú.
- Para los grupos gur y adamawa-ubangi se han considerado los comentarios generales de Puleyblank.[8]

### Fonología
Las lenguas Níger-Congo tienen una marcada tendencia a tener sílabas abiertas del tipo CV (= Consonante + Vocal). La estructura fonotáctica típica del antecesor común se cree que podría haber sido CVCV, estructura que todavía se mantiene en algunas lenguas bantúes, las lenguas mandé y las lenguas ịjọ (en algunas otras lenguas los cambios fonéticos han reducido esta estructura básica).
Además de la ausencia de grupos consonánticos, frecuentemente las lenguas Níger-Congo presenta la ocurrencia de consonantes prenasalizadas /mb, nd, ŋg/. Algunos autores consideran que la alternancia entre una consonante simple (no mutada) y su correspondiente prenasalizada (mutada) era regular en proto-Níger-Congo.
Es frecuente en muchas lenguas nigerocongolesas la aparición de armonía vocálica asociada al rasgo fonológico de avance de la raíz de la lengua (mientras que otras lenguas con armonía vocálica fuera de África, suelen basar dicha armonía en el redondeamiento vocálico).
Fuera de las generalidades anteriores presentes en las lenguas modernas, la fonología histórica de la familia no se conoce bien ya que no se cuenta con una reconstrucción adecuada del proto-Níger-Congo (sólo se tienen reconstrucciones para algunos de los grupos). La falta de una reconstrucción completa dificulta la clasificación interna de las diferentes ramas. Algunos autores han buscado una aproximación al proto-Níger-Congo comparando reconstrucciones parciales. Por ejemplo comparando el proto-potou-akan y el proto-bantú, J. M. Stewart (2002) hace una aproximación del proto-Níger-Congo (en realidad si la clasificación interna comúnmente aceptada del proto-Volta-Congo meridional) de acuerdo con esta reconstrucción toda consonante tiene dos formas en distribución complementaria: grado no mutado / grado mutado. En el grado mutado una consonante generalmente es una alófono no nasal (aunque las no mutadas aproximantes son nasalizadas), mientras que el grado mutado la consonante tiene un alófono prenasalizado o nasal. Las raíces tienen la forma usual C1V1(C2V2), el inventario reconstruido para las consonantes que aparecen en primer lugar (C1) es:
|             |             | bilabial | alveolar | palatal | velar   | labiovelar |
| ----------- | ----------- | -------- | -------- | ------- | ------- | ---------- |
| Oclusiva    | sorda       | *p / mp  | *t / nt  | *c / ɲc |         | *kʷ / ŋkʷ  |
| Oclusiva    | sonora      | *b / mb  | *d / nd  | *ɟ / ɲɟ | *g / ŋg | *gʷ / ŋgʷ  |
| Implosiva   | sorda       | *ƥ / mƥ  | *ƭ / nƭ  |         | *ƙ / ŋƙ | *ƙʷ / ŋƙʷ  |
| Implosiva   | sonora      | *ɓ / m   | *ɗ / n   | *ʄ / ɲ  |         | *ɠʷ / ŋʷ   |
| aproximante | aproximante | *ʋ̃ / m   | *l̃ / n   | *y / ɲ  | *ɰ̃ / ŋ  | *w̃ / ŋʷ    |
| nasal       | nasal       | *m / m   | *n / n   |         |         |            |
Para cada par de alófonos representado en la tabla anterior, el primero es el alófono que aparece ante vocal no nasal (grado no mutado) y el segundo el que aparece ante vocal nasal (grado mutado), por lo que en realidad no existe oposición fonológica entre los pares de alófonos. En este sistema destaca la ausencia de africadas o fricativas, una característica también presente en proto-bantú y en proto-potou-akan.
El cuanto al inventario vocálico se reconstruyen al menos 7 timbres (además de la oposición de nasalidad):
|              | orales  | orales    | orales   | nasales | nasales   | nasales |
| anterior     | central | posterior | anterior | central | posterior |         |
| ------------ | ------- | --------- | -------- | ------- | --------- | ------- |
| cerradas     | i       |           | u        | ĩ       |           | ũ       |
| semicerradas | ɪ       |           | ʊ        | ɪ̃       |           | ʊ̃       |
| abiertas     | ɛ       | a         | ɔ        | ɛ̃       | ã         | ɔ̃       |

### Morfología nominal
Las lenguas Níger-Congo son normalmente lenguas flexivas con una morfología nominal compleja que frecuentemente incluye género gramatical (clases nominales). Sin embargo, algunos grupos como el mandé no comparten gran parte de la morfología típica del resto de lenguas (aunque muestran restos de mutación consonántica inicial, posible efecto de prefijos de clase nominal). También aparecen evidencias indirectas de la existencia en el pasado de clases nominales en ijoide, dogón y katla-rashad. Estos sistemas de clasificación nominal, si bien son análogos a la clasificación de género de tipo semántico que presentan algunas lenguas, se basan en un número elevado de clases (frecuentemente 10 o más), que pueden incluir diferencias humano/animal/no animado o macho/hembra pero también categorías no encontradas en lenguas europeas como lugar3es, nombres abstractos u objetos que aparecen en grupos. Para ilustrar esto puede tomarse el suajili del grupo bantú, en esta lengua kiswahili se refiere a la lengua, waswahili a las personas que hablan esta lengua. E igualmente en zande del grupo ubangui donde la lengua se llama pazande, mientras que sus hablantes se llaman azande. En las lenguas bantúes donde el sistema de clases nominales está particularmente bien desarrollado, la clase nominal se marca mediante un prefijos. Estos prefijos se repiten con adjetivos y verbos para especificar el tipo de entidad que se califica o sobre la que se predica algo. Por ejemplo, en suajili, watu wazuri wataenda se traduce como 'la gente (-tu) buena (-zuri) se irá (-ta-enda)' mientras que wa- indica el plural de referentes humanos.
Los nombres en las lenguas Níger-Congo frecuentemetne consisten en una raíz precedida de un prefijo que indica la clase nominal de la forma (C)V-.

### Morfología verbal
Los verbos generalmente constan de una raíz seguida de uno o más sufijos flexivos. El trabajo pionero de Voeltz (1977), aún inédito, es sorprendentemente el único estudio comparativo ambicioso. Este estudia muestra que existen sufijos derivativos presentes en la mayoría de las ramas, y propone formas aproximadas para algunos de estos sufijos:
/-ed/ aplicativos, benefactivos.
/-ci~-ti/ causativos.
/-na/ recíprocos
Es posible que estos sufijos se remonten al proto-Níger-Congo, ya que no parece probable que su aparición esporádica en diversas ramas se deba a préstamo lingüístico.
Las mismas lenguas que presentan clases nominales poseen un conjunto de sufijos aplicativos verbales y otras extensiones como los causativos y los recíprocos. Para ilustrar el uso de estos sufijos se vuelve a considerar el suajili donde penda 'amar' admite las formas derivadas como en recíproco pendana 'amar(se) uno a otro, el aplicativo pendea 'amar para, amar en beneficio de' o el causativo pendeza 'agradar = hacer que alguien ame'.

### Sintaxis
Las ramas kordofana, atlántica, kwa y Benue-Congo tiene orden SVOA (Sujeto-Verbo-Objeto-Auxiliar), mientras que la rama mandé es SMOV (Sujeto-verbo Modal-Objeto-Verbo), el ịjọ el dogón y el senufo es SOV (el ịjọ es de hecho SAOVM). Las lenguas Volta-Congo septentrionales son SMVO. La mayoría de especialistas conjeturan que la protolengua original pudo ser más probablemente SVO que SOV.

### Correspondencias léxicas
No existe una reconstrucción exhaustiva de la protolengua, y sólo existen reconstrucciones para protolenguas que dieron lugar a algunos de los subgrupos, entre los términos reconstruidos se encuentran algunas correspondencias regulares:
| Bantú común /*p/ proto-ịjọ /*f/ proto-kwa /*p/ GLOSA    | *pụ́d- *ófúró *-pu 'soplar'  | *pɪ́áŋg- *ɔ́fĩ́ __ 'barrer'        | *pám- *fámʊ́ *pãʋ̃ĩ 'golpear' | *púúm- *fúmʊ́ *pʊ̃ʋ̃ʊ̃ 'respirar' |                         |
| Bantú común /*t/ proto-ịjọ /*t/ proto-kwa /*t,*ɗ/ GLOSA | *tátʊ̀ *táárʊ́ *ɗãnti 'tres'  | *tándà *tàndàʔ __ 'cama, lecho' | *tóód- *tɔ́lɔ́ __ 'recoger'   | *-tí *tɛ̃́ɪ̃́ __ 'árbol'          | *-tín- __ tɪ̃nɪ̃ 'cortar' |
| Bantú común /*c/ proto-ịjọ /*s/ proto-kwa /*c/ GLOSA    | *-cáánò *sɔ́ŋɔ́rɔ́ 'cinco'     | *-cád- *sɛ̀lɛ̀́ 'escoger'          | *-cèŋg- *sɛ̀ŋgɪ̀́ 'rebanada'   | *-cùkud- *sʊ́kɔ̀rɪ́ 'lavar'      |                         |
| Bantú común /*k/ proto-ịjọ /*k/ proto-kwa /*k/ GLOSA    | *-kíík- *kìki' * 'obstruir' | *-kód- *kʊ̀rɔ̀́ * 'fortalecerse'   | *-kút- *kʊ́tá * 'envolver'   | *kɪ́ŋgɔ̀ *kɔ̀ŋgɔ̀́ *kɔ̃nti 'cuello' |                         |
Fuente: proto-bantú: Guthrie (1967-71), proto-ịjọ: Williamson (2000), proto-kwa = proto-patou-akán: Stewart (2002).

### Comparación léxica
Los numerales reconstruiros para la proto-lenguas asociadas a diferentes ramas son:
| GLOSA | PROTO- MANDÉ | PROTO- DOGÓN        | PROTO- IJOIDE | Lenguas Volta-Congo | Lenguas Volta-Congo | Lenguas Volta-Congo | Lenguas Volta-Congo | Lenguas Volta-Congo | Lenguas Volta-Congo | Lenguas Volta-Congo |
| GLOSA | PROTO- MANDÉ | PROTO- DOGÓN        | PROTO- IJOIDE | Septentrional       | Septentrional       | Septentrional       | Benue-kwa           | Benue-kwa           | Benue-kwa           | Benue-kwa           |
| GLOSA | PROTO- MANDÉ | PROTO- DOGÓN        | PROTO- IJOIDE | PROTO- KRU          | PROTO- GUR          | PROTO- SENUFO       | PROTO- KWA          | PROTO- VOLTA NÍGER  | PROTO- CROSS        | PROTO- BANTÚ        |
| ----- | ------------ | ------------------- | ------------- | ------------------- | ------------------- | ------------------- | ------------------- | ------------------- | ------------------- | ------------------- |
| '1'   | *do          | *ti- *tuma/*turu    | *kaŋãnɪ       | *ɓlo *doː           | *di-/ *-dum         | *niŋg͡bĩ             | *kʷo *-lɪ           | *-kp͡a *-rĩ          | *-ɗĩ                | *-mòì               |
| '2'   | *pela        | *lɛy~lɔy *noy/*neː- | *mãːmɪ        | *sɔ̃ː-               | *lia/ *-ɲo          | *sɔ̃ːni              | *-ʋ̃ia               | *-ba(ɟi)́            | *-βari              | *-bàdɪ́              |
| '3'   | *sa-k͡pa      | *taːndɨ             | *taːrʊ        | *tãːr               | *tãːri              | *tãːri              | *-tãi (<*ɗãnti)     | *-tãi               | *-tarĩ              | *-tátʊ̀              |
| '4'   | *naɣaŋ       | *nai *kɛːsɔ         | *-nõĩ         | *ɲiyɛ̃̀hɛ             | *naːsi              | *ti-cɛ̀ːrè           | *-nã                | *-nai               | *-nai               | *-nàì               |
| '5'   | *sori        | *numu-              | *tʊŋʊ̃r̃ɔ       | ?                   | *nom-/ *-twa-nu?    | *kankuro            | *-tã *-nũ           | *tõ:- *-coni        | *-tiã               | *-tâ:nò~ *-câ:nò    |
| '6'   | *soro-do     | *kuley kuloy        | *tʊnɔ̃-diye()) | *5+1                | *-lo-du             | *kogo-ni            | ?                   | ?                   | *5+1                |                     |
| '7'   | *sori-pele   | *sɔːwi              | *tʊŋɔ̃-mãː     | *5+2                | *-lo-pɛ             | *kogo-sɔ̃ːni         | ?                   | *tõ:-ba?            | *5+2                |                     |
| '8'   | *sor-sa-k͡pa  | ?                   | ?             | *5+3                | *-lo-tãːri          | *kogo-tãːri         | ?                   | *-naːnai            | *5+3                | *naːnai             |
| '9'   | ?            | *tuwa               | ?             | ?                   | *-wai/ *10-1        | *kogo-cɛ̀ːrè         | ?                   | *-tõ-nai?           | *5+4                |                     |
| '10'  | *tãm- *pu-ŋ  | *pɛːlu              | *woyi         | *kʊɡb͡a *pu          | *pi(ː)              | *kɛ                 | *-wo                | *-wo                | *-ɗi-ob             | *kʊ́mɪ̀               |

## Lenguas de la familia y número de hablantes

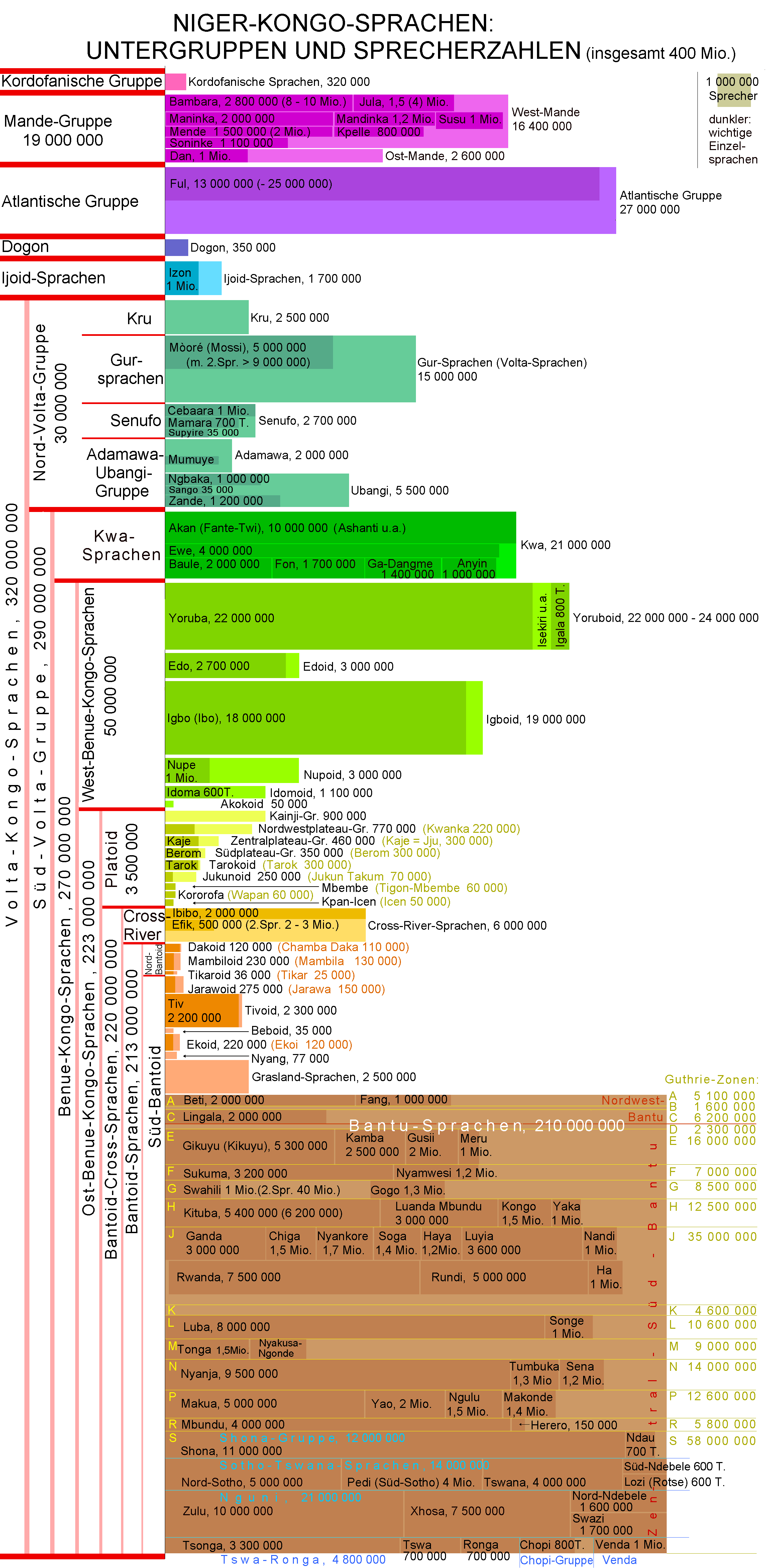
Grupos y principales lenguas nigero-congoleñas.